# Chandelier
〈Chandelier〉는 오스트레일리아의 가수 시아의 노래로, 2014년 발매된 여섯 번째 정규 앨범 《1000 Forms of Fear》의 수록곡이다.